# Formule 1 in 2021

Formule 1 logo

Het Formule 1-seizoen 2021 was het 72ste Formule 1-seizoen. De "Formule 1", officieel het "FIA Formula One World Championship", is de hoogste klasse in de autosport zoals is bepaald door de Fédération Internationale de l'Automobile. Het seizoen startte op 28 maart in Bahrein en eindigde op 12 december na tweeëntwintig races in Abu Dhabi.
Bij de GP van Abu Dhabi werden beide kampioenschappen beslist; Mercedes behaalde de achtste constructeurstitel op rij en Max Verstappen behaalde de titel wereldkampioen bij de coureurs. Deze laatste race kwam in controversiële omstandigheden tot een einde. Drie maanden later, na een lang lopend onderzoek, erkende de FIA dat er tijdens de laatste race fouten zijn gemaakt door de wedstrijdleiding in het afhandelen van de procedures. Alleen aan de op één ronde achterstand rijdende coureurs, die tussen Lewis Hamilton en Max Verstappen in reden, werd toestemming gegeven om Hamilton voorbij te gaan om weer in dezelfde ronde als de voorgangers te rijden. Direct daarna werd de safety car de pitstraat in geroepen, één ronde eerder dan de regels voorschreven. Door deze gang van zaken kreeg Verstappen alsnog een kans om Hamilton te passeren.

## Algemeen

### Technisch reglement
Teams zullen beperkt worden in welke componenten kunnen worden gewijzigd voor het seizoen 2021, deze vereiste wordt ingevoerd om de financiële druk op teams als gevolg van de coronapandemie te verminderen. Sommige wijzigingen zullen echter worden opgelegd door de FIA, waaronder aanpassingen aan de ondervloer van de auto. (de ondervloer is ontworpen om de neerwaartse druk te verminderen). Teams kunnen ook een speciale ontheffing aanvragen om wijzigingen aan te brengen, met name in het geval van McLaren die toestemming hebben gekregen om hun auto aan te passen aan de omschakeling van Renault- naar Mercedes-motoren. Dit was voor de FIA aanleiding om een "token-systeem" te introduceren waarbij teams een reeks tokens krijgen die kunnen worden ingewisseld voor de introductie van specifieke componentupgrades.
Het in 2020 door Mercedes gebruikte "dubbelassige stuursysteem" is vanaf 2021 verboden. Het stuursysteem met twee assen stelt de bestuurder in staat het toespoor van de voorwielen te verstellen tijdens het rijden – door aan het stuur te trekken of te duwen – om de mechanische grip te optimaliseren voor de verschillende omstandigheden op het circuit.

### Sprintkwalificaties
In 2021 werd er bij drie weekenden, de Grand Prix van Groot-Brittannië, Italië en São Paulo, een sprintkwalificatie gehouden. Deze weekeinden bevatten op vrijdag een vrije training van 60 minuten en een volledige kwalificatie. De uitslag van de kwalificatie bepaalde de startopstelling van de sprintkwalificatie. Op zaterdag was er nog een vrije training van 60 minuten voordat de sprintkwalificatie van 100 kilometer verreden werd.  De te verdienen punten in de sprintkwalificatie waren 3 punten voor de winnaar, 2 punten voor de nummer twee, en 1 punt voor nummer drie.
Op zondag werd de normale hoofdrace gereden, de startopstelling hiervan werd bepaald door de uitslag van de sprintkwalificatie.

## Kalender

Landen die in 2021 een Grand Prix organiseerden zijn getoond in het groen, voormalige organiserende landen zijn getoond in het donkergrijs.

De World Motor Sport Council heeft op 17 december 2020 de voorlopige kalender definitief goedgekeurd.
| GP nr. | Ronde | Grand Prix                 | Circuit                            | Plaats         | Datum        |
| ------ | ----- | -------------------------- | ---------------------------------- | -------------- | ------------ |
| 1036   | 1     | GP van Bahrein             | Bahrain International Circuit      | Sakhir         | 28 maart     |
| 1037   | 2     | GP van Emilia-Romagna      | Autodromo Enzo e Dino Ferrari      | Imola          | 18 april     |
| 1038   | 3     | GP van Portugal            | Autódromo Internacional do Algarve | Portimão       | 2 mei        |
| 1039   | 4     | GP van Spanje              | Circuit de Barcelona-Catalunya     | Montmeló       | 9 mei        |
| 1040   | 5     | GP van Monaco              | Circuit de Monaco                  | Monte Carlo    | 23 mei       |
| 1041   | 6     | GP van Azerbeidzjan        | Baku City Circuit                  | Bakoe          | 6 juni       |
| 1042   | 7     | GP van Frankrijk           | Circuit Paul Ricard                | Le Castellet   | 20 juni      |
| 1043   | 8     | GP van Stiermarken         | Red Bull Ring                      | Spielberg      | 27 juni      |
| 1044   | 9     | GP van Oostenrijk          | Red Bull Ring                      | Spielberg      | 4 juli       |
| 1045   | 10    | GP van Groot-Brittannië    | Silverstone Circuit                | Silverstone    | 18 juli      |
| 1046   | 11    | GP van Hongarije           | Hungaroring                        | Mogyoród       | 1 augustus   |
| 1047   | 12    | GP van België              | Circuit de Spa-Francorchamps       | Stavelot       | 29 augustus  |
| 1048   | 13    | GP van Nederland           | Circuit Zandvoort                  | Zandvoort      | 5 september  |
| 1049   | 14    | GP van Italië              | Autodromo Nazionale Monza          | Monza          | 12 september |
| 1050   | 15    | GP van Rusland             | Sochi Autodrom                     | Sotsji         | 26 september |
| 1051   | 16    | GP van Turkije             | Intercity Istanbul Park            | Tuzla          | 10 oktober   |
| 1052   | 17    | GP van de Verenigde Staten | Circuit of the Americas            | Austin (Texas) | 24 oktober   |
| 1053   | 18    | GP van Mexico-Stad         | Autódromo Hermanos Rodríguez       | Mexico-Stad    | 7 november   |
| 1054   | 19    | GP van São Paulo           | Autódromo José Carlos Pace         | São Paulo      | 14 november  |
| 1055   | 20    | GP van Qatar               | Losail International Circuit       | Lusail         | 21 november  |
| 1056   | 21    | GP van Saoedi-Arabië       | Jeddah Corniche Circuit            | Jeddah         | 5 december   |
| 1057   | 22    | GP van Abu Dhabi           | Yas Marina Circuit                 | Yas            | 12 december  |

### Kalenderwijzigingen in 2021
Vanwege de coronapandemie waren er veel wijzigingen in de kalender. 
- Op 12 januari 2021 werd de Grand Prix van Australië verplaatst naar het einde van het seizoen.[6]
- De Grand Prix van Emilia-Romagna verving de afgelaste race in China.
- Op 5 maart werd de Grand Prix van Portugal aan de kalender toegevoegd.[7]
- Op 28 april werd bekendgemaakt dat de Grand Prix Turkije de afgelaste race in Canada zal gaan vervangen.[8]
- Op 14 mei werd de Grand Prix van Turkije echter afgelast, daarom werd de Grand Prix van Stiermarken toegevoegd.[9]
- Op 4 juni werd bekendgemaakt dat de Grand Prix van Singapore niet zal plaatsvinden.[10]
- Op 25 juni werd bekendgemaakt dat de Grand Prix van Turkije als vervanger van de Grand Prix van Singapore toch terugkeert op de kalender.[11]
- Op 6 juli werd de Grand Prix van Australië alsnog afgelast.[12]
- Op 18 augustus werd ook de Grand Prix van Japan afgelast.[13]
- Op 28 augustus werd de kalender van 23 naar 22 races aangepast met één race weekeinde nog te bevestigen.[14]
- Op 30 september werd de laatste vrije plaats ingevuld door de Grand Prix van Qatar.[15]

### Afgelast
| Ronde | Grand Prix       | Circuit                            | Plaats            | Originele datum | Reden          |
| ----- | ---------------- | ---------------------------------- | ----------------- | --------------- | -------------- |
| 2     | GP van China     | Shanghai International Circuit     | Shanghai          | 11 april        | Coronapandemie |
| 7     | GP van Canada    | Circuit Gilles-Villeneuve          | Montreal (Quebec) | 13 juni         | Coronapandemie |
| 16    | GP van Singapore | Marina Bay Street Circuit          | Singapore         | 3 oktober       | Coronapandemie |
| 17    | GP van Japan     | Suzuka International Racing Course | Suzuka            | 10 oktober      | Coronapandemie |
| 21    | GP van Australië | Melbourne Grand Prix Circuit       | Melbourne         | 21 november     | Coronapandemie |

## Ingeschreven teams en coureurs
De volgende teams en coureurs namen deel aan het FIA Wereldkampioenschap F1 in 2021. Alle teams reden met banden geleverd door Pirelli.
| Inschrijving                   | Constructeur          | Chassis | Motor               | Nr. | Coureur            | Ronde       | Nr. | Coureur vrije training | Ronde    |
| ------------------------------ | --------------------- | ------- | ------------------- | --- | ------------------ | ----------- | --- | ---------------------- | -------- |
| Alfa Romeo Racing ORLEN        | Alfa Romeo-Ferrari    | C41     | Ferrari 065/6       | 7   | Kimi Räikkönen     | 1–13, 15–22 | 98  | Callum Ilott           | 3, 9     |
| Alfa Romeo Racing ORLEN        | Alfa Romeo-Ferrari    | C41     | Ferrari 065/6       | 88  | Robert Kubica      | 13–14       | 88  | Robert Kubica          | 4, 8, 11 |
| Alfa Romeo Racing ORLEN        | Alfa Romeo-Ferrari    | C41     | Ferrari 065/6       | 99  | Antonio Giovinazzi | Alle        |     |                        |          |
| Scuderia AlphaTauri Honda      | AlphaTauri-Honda      | AT02    | Honda RA621H        | 10  | Pierre Gasly       | Alle        |     |                        |          |
| Scuderia AlphaTauri Honda      | AlphaTauri-Honda      | AT02    | Honda RA621H        | 22  | Yuki Tsunoda       | Alle        |     |                        |          |
| Alpine F1 Team                 | Alpine-Renault        | A521    | Renault E-Tech 20B  | 14  | Fernando Alonso    | Alle        | 37  | Zhou Guanyu            | 9        |
| Alpine F1 Team                 | Alpine-Renault        | A521    | Renault E-Tech 20B  | 31  | Esteban Ocon       | Alle        | 37  | Zhou Guanyu            | 9        |
| Aston Martin Cognizant F1 Team | Aston Martin-Mercedes | AMR21   | Mercedes-AMG F1 M12 | 5   | Sebastian Vettel   | Alle        |     |                        |          |
| Aston Martin Cognizant F1 Team | Aston Martin-Mercedes | AMR21   | Mercedes-AMG F1 M12 | 18  | Lance Stroll       | Alle        |     |                        |          |
| Scuderia Ferrari               | Ferrari               | SF21    | Ferrari 065/6       | 16  | Charles Leclerc    | Alle        |     |                        |          |
| Scuderia Ferrari               | Ferrari               | SF21    | Ferrari 065/6       | 55  | Carlos Sainz jr.   | Alle        |     |                        |          |
| Uralkali Haas F1 Team          | Haas-Ferrari          | VF-21   | Ferrari 065/6       | 9   | Nikita Mazepin *1  | Alle        |     |                        |          |
| Uralkali Haas F1 Team          | Haas-Ferrari          | VF-21   | Ferrari 065/6       | 47  | Mick Schumacher    | Alle        |     |                        |          |
| McLaren F1 Team                | McLaren-Mercedes      | MCL35M  | Mercedes-AMG F1 M12 | 3   | Daniel Ricciardo   | Alle        |     |                        |          |
| McLaren F1 Team                | McLaren-Mercedes      | MCL35M  | Mercedes-AMG F1 M12 | 4   | Lando Norris       | Alle        |     |                        |          |
| Mercedes-AMG Petronas F1 Team  | Mercedes              | W12     | Mercedes-AMG F1 M12 | 44  | Lewis Hamilton     | Alle        |     |                        |          |
| Mercedes-AMG Petronas F1 Team  | Mercedes              | W12     | Mercedes-AMG F1 M12 | 77  | Valtteri Bottas    | Alle        |     |                        |          |
| Red Bull Racing Honda          | Red Bull-Honda        | RB16B   | Honda RA621H        | 11  | Sergio Pérez       | Alle        |     |                        |          |
| Red Bull Racing Honda          | Red Bull-Honda        | RB16B   | Honda RA621H        | 33  | Max Verstappen     | Alle        |     |                        |          |
| Williams Racing                | Williams-Mercedes     | FW43B   | Mercedes-AMG F1 M12 | 6   | Nicholas Latifi    | Alle        | 45  | Roy Nissany            | 4, 7, 9  |
| Williams Racing                | Williams-Mercedes     | FW43B   | Mercedes-AMG F1 M12 | 63  | George Russell     | Alle        | 89  | Jack Aitken            | 22       |
| Bron: FIA                      |                       |         |                     |     |                    |             |     |                        |          |

*1 Nikita Mazepin mocht tot eind 2022 niet onder de Russische vlag rijden vanwege dopingschandalen bij andere Russische atleten. Hij reed daarom onder de vlag van de "Russische Automobiel Federatie".

### Veranderingen bij de teams in 2021
- McLaren kondigde voor het seizoen 2021 de overstap aan van Renault-motoren naar Mercedes-motoren.[34]
- Racing Point trad in 2022 aan onder de naam Aston Martin waarmee de kleuren ook veranderden van roze naar groen. (Omwille van marktbekendheid voor het merk, gewenst door een van de teameigenaars, Lawrence Stroll)[27]
- Renault wijzigde de naam naar Alpine F1 Team. Ook de kleuren van de auto wijzigden in het seizoen 2021 van geel-zwart naar blauw-wit-rood (de kleuren van de Franse vlag).[23]

### Veranderingen bij de coureurs in 2021

#### Van team / functie veranderd
- Carlos Sainz jr.: McLaren → Ferrari[31]
- Daniel Ricciardo: Renault → McLaren[35]
- Sebastian Vettel: Ferrari → Aston Martin[28]
- Sergio Pérez: Racing Point → Red Bull[39]
- Alexander Albon: Red Bull → Red Bull (test- en reservecoureur)[46]
- Daniil Kvjat: AlphaTauri → Alpine (reservecoureur)[47]

#### Nieuw / teruggekeerd in de Formule 1
- Fernando Alonso: WEC → Alpine[24]
- Nikita Mazepin: Formule 2 (Hitech Grand Prix) → Haas[32]
- Mick Schumacher: Formule 2 (PREMA Racing) → Haas[33]
- Yuki Tsunoda: Formule 2 (Carlin) → AlphaTauri[22]

#### Uit de Formule 1
- Kevin Magnussen: Haas → WeatherTech SportsCar Championship (Chip Ganassi Racing)[48]
- Romain Grosjean: Haas → IndyCar Series (Dale Coyne Racing)[49]

#### Tijdens het seizoen
- Robert Kubica verving de door corona getroffen Kimi Räikkönen tijdens de Grand Prix van Nederland[19] en de Grand Prix van Italië.[50]

## Resultaten en klassement

### Grands Prix
| Ronde | Grand Prix                 | Poleposition    | Snelste ronde    | Winnende coureur | Winnende constructeur | Verslag | WK-leider | Tweede | Voorsprong |
| ----- | -------------------------- | --------------- | ---------------- | ---------------- | --------------------- | ------- | --------- | ------ | ---------- |
| 1     | GP van Bahrein             | Max Verstappen  | Valtteri Bottas  | Lewis Hamilton   | Mercedes              | Verslag | HAM       | VER    | 7          |
| 2     | GP van Emilia-Romagna      | Lewis Hamilton  | Lewis Hamilton   | Max Verstappen   | Red Bull-Honda        | Verslag | HAM       | VER    | 1          |
| 3     | GP van Portugal            | Valtteri Bottas | Valtteri Bottas  | Lewis Hamilton   | Mercedes              | Verslag | HAM       | VER    | 8          |
| 4     | GP van Spanje              | Lewis Hamilton  | Max Verstappen   | Lewis Hamilton   | Mercedes              | Verslag | HAM       | VER    | 14         |
| 5     | GP van Monaco              | Charles Leclerc | Lewis Hamilton   | Max Verstappen   | Red Bull-Honda        | Verslag | VER       | HAM    | 4          |
| 6     | GP van Azerbeidzjan        | Charles Leclerc | Max Verstappen   | Sergio Pérez     | Red Bull-Honda        | Verslag | VER       | HAM    | 4          |
| 7     | GP van Frankrijk           | Max Verstappen  | Max Verstappen   | Max Verstappen   | Red Bull-Honda        | Verslag | VER       | HAM    | 12         |
| 8     | GP van Stiermarken         | Max Verstappen  | Lewis Hamilton   | Max Verstappen   | Red Bull-Honda        | Verslag | VER       | HAM    | 18         |
| 9     | GP van Oostenrijk          | Max Verstappen  | Max Verstappen   | Max Verstappen   | Red Bull-Honda        | Verslag | VER       | HAM    | 32         |
| 10    | GP van Groot-Brittannië *1 | Max Verstappen  | Sergio Pérez     | Lewis Hamilton   | Mercedes              | Verslag | VER       | HAM    | 8          |
| 11    | GP van Hongarije           | Lewis Hamilton  | Pierre Gasly     | Esteban Ocon     | Alpine-Renault        | Verslag | HAM       | VER    | 8          |
| 12    | GP van België              | Max Verstappen  | Niet toegekend   | Max Verstappen   | Red Bull-Honda        | Verslag | HAM       | VER    | 3          |
| 13    | GP van Nederland           | Max Verstappen  | Lewis Hamilton   | Max Verstappen   | Red Bull-Honda        | Verslag | VER       | HAM    | 3          |
| 14    | GP van Italië *2           | Max Verstappen  | Daniel Ricciardo | Daniel Ricciardo | McLaren-Mercedes      | Verslag | VER       | HAM    | 5          |
| 15    | GP van Rusland             | Lando Norris    | Lando Norris     | Lewis Hamilton   | Mercedes              | Verslag | HAM       | VER    | 2          |
| 16    | GP van Turkije             | Valtteri Bottas | Valtteri Bottas  | Valtteri Bottas  | Mercedes              | Verslag | VER       | HAM    | 6          |
| 17    | GP van de Verenigde Staten | Max Verstappen  | Lewis Hamilton   | Max Verstappen   | Red Bull-Honda        | Verslag | VER       | HAM    | 12         |
| 18    | GP van Mexico-Stad         | Valtteri Bottas | Valtteri Bottas  | Max Verstappen   | Red Bull-Honda        | Verslag | VER       | HAM    | 19         |
| 19    | GP van São Paulo *2        | Valtteri Bottas | Sergio Pérez     | Lewis Hamilton   | Mercedes              | Verslag | VER       | HAM    | 14         |
| 20    | GP van Qatar               | Lewis Hamilton  | Max Verstappen   | Lewis Hamilton   | Mercedes              | Verslag | VER       | HAM    | 8          |
| 21    | GP van Saoedi-Arabië       | Lewis Hamilton  | Lewis Hamilton   | Lewis Hamilton   | Mercedes              | Verslag | VER       | HAM    | 0          |
| 22    | GP van Abu Dhabi           | Max Verstappen  | Max Verstappen   | Max Verstappen   | Red Bull-Honda        | Verslag | VER       | HAM    | 8          |

*1 Max Verstappen won de allereerste Sprintkwalificatie tijdens het weekeinde van de Grand Prix van Groot-Brittannië.

*2 Valtteri Bottas won de Sprintkwalificatie van de Grand Prix van Italië en de Grand Prix van São Paulo.

### Puntentelling
Punten werden toegekend aan de top tien geklasseerde coureurs, en 1 punt voor de coureur die de snelste ronde heeft gereden in de race (mits gefinisht in de top tien).
Tevens werden punten toegekend aan de top drie geklasseerde coureurs voor de sprintkwalificatie.
| Positie            | 01e0 | 02e0 | 03e0 | 04e0 | 05e0 | 06e0 | 07e0 | 08e0 | 09e0 | 010e0 | 0S0 |
| Grand Prix         | 25   | 18   | 15   | 12   | 10   | 8    | 6    | 4    | 2    | 1     | 1   |
| Sprintkwalificatie | 3    | 2    | 1    |      |      |      |      |      |      |       |     |

### Klassement bij de coureurs
| Pos. | Nr. | Coureur            | Grands Prix | Grands Prix | Grands Prix | Grands Prix | Grands Prix | Grands Prix | Grands Prix | Grands Prix | Grands Prix | Grands Prix | Grands Prix | Grands Prix | Grands Prix | Grands Prix | Grands Prix | Grands Prix | Grands Prix | Grands Prix | Grands Prix | Grands Prix | Grands Prix | Grands Prix | Punten |
| Pos. | Nr. | Coureur            | BHR         | EMI         | POR         | SPA         | MON         | AZE         | FRA         | STI         | OOS         | GBR         | HON         | BEL‡        | NED         | ITA         | RUS         | TUR         | VST         | MXS         | SAP         | QAT         | SAR         | ABU         | Punten |
| ---- | --- | ------------------ | ----------- | ----------- | ----------- | ----------- | ----------- | ----------- | ----------- | ----------- | ----------- | ----------- | ----------- | ----------- | ----------- | ----------- | ----------- | ----------- | ----------- | ----------- | ----------- | ----------- | ----------- | ----------- | ------ |
| 1    | 33  | Max Verstappen     | 2P          | 1           | 2           | 2S          | 1           | 18†S        | 1PS         | 1P          | 1PS         | *1DNFP      | 9           | 1P          | 1P          | *2DNFP      | 2           | 2           | 1P          | 1           | *2          | 2S          | 2           | 1PS         | 395½   |
| 2    | 44  | Lewis Hamilton     | 1           | 2PS         | 1           | 1P          | 7S          | 15          | 2           | 2S          | 4           | *21         | 2P          | 3           | 2S          | DNF         | 1           | 5           | 2S          | 2           | 1           | 1P          | 1PS         | 2           | 387½   |
| 3    | 77  | Valtteri Bottas    | 3S          | DNF         | 3PS         | 3           | DNF         | 12          | 4           | 3           | 2           | *3          | DNF         | 12          | 3           | *13         | 5           | 1PS         | 6           | 15PS        | *13P        | DNF         | 3           | 6           | 226    |
| 4    | 11  | Sergio Pérez       | 5           | 11          | 4           | 5           | 4           | 1           | 3           | 4           | 6           | 16S         | DNF         | 19          | 8           | 5           | 9           | 3           | 3           | 3           | 4S          | 4           | DNF         | 15†         | 190    |
| 5    | 55  | Carlos Sainz jr.   | 8           | 5           | 11          | 7           | 2           | 8           | 11          | 6           | 5           | 6           | 3           | 10          | 7           | 6           | 3           | 8           | 7           | 6           | *36         | 7           | 8           | 3           | 164½   |
| 6    | 4   | Lando Norris       | 4           | 3           | 5           | 8           | 3           | 5           | 5           | 5           | 3           | 4           | DNF         | 14          | 10          | 2           | 7PS         | 7           | 8           | 10          | 10          | 9           | 10          | 7           | 160    |
| 7    | 16  | Charles Leclerc    | 6           | 4           | 6           | 4           | DNSP        | 4P          | 16          | 7           | 8           | 2           | DNF         | 8           | 5           | 4           | 15          | 4           | 4           | 5           | 5           | 8           | 7           | 10          | 159    |
| 8    | 3   | Daniel Ricciardo   | 7           | 6           | 9           | 6           | 12          | 9           | 6           | 13          | 7           | 5           | 11          | 4           | 11          | *31S        | 4           | 13          | 5           | 12          | DNF         | 12          | 5           | 12          | 115    |
| 9    | 10  | Pierre Gasly       | 17†         | 7           | 10          | 10          | 6           | 3           | 7           | DNF         | 9           | 11          | 5S          | 6           | 4           | DNF         | 13          | 6           | DNF         | 4           | 7           | 11          | 6           | 5           | 110    |
| 10   | 14  | Fernando Alonso    | DNF         | 10          | 8           | 17          | 13          | 6           | 8           | 9           | 10          | 7           | 4           | 11          | 6           | 8           | 6           | 16          | DNF         | 9           | 9           | 3           | 13          | 8           | 81     |
| 11   | 31  | Esteban Ocon       | 13          | 9           | 7           | 9           | 9           | DNF         | 14          | 14          | DNF         | 9           | 1           | 7           | 9           | 10          | 14          | 10          | DNF         | 13          | 8           | 5           | 4           | 9           | 74     |
| 12   | 5   | Sebastian Vettel   | 15          | 15†         | 13          | 13          | 5           | 2           | 9           | 12          | 17†         | DNF         | DSQ         | 5           | 13          | 12          | 12          | 18          | 10          | 7           | 11          | 10          | DNF         | 11          | 43     |
| 13   | 18  | Lance Stroll       | 10          | 8           | 14          | 11          | 8           | DNF         | 10          | 8           | 13          | 8           | DNF         | 20          | 12          | 7           | 11          | 9           | 12          | 14          | DNF         | 6           | 11          | 13          | 34     |
| 14   | 22  | Yuki Tsunoda       | 9           | 12          | 15          | DNF         | 16          | 7           | 13          | 10          | 12          | 10          | 6           | 15          | DNF         | DNS         | 17          | 14          | 9           | DNF         | 15          | 13          | 14          | 4           | 32     |
| 15   | 63  | George Russell     | 14          | DNF         | 16          | 14          | 14          | 17†         | 12          | DNF         | 11          | 12          | 8           | 2           | 17†         | 9           | 10          | 15          | 14          | 16          | 13          | 17          | DNF         | DNF         | 16     |
| 16   | 7   | Kimi Räikkönen     | 11          | 13          | DNF         | 12          | 11          | 10          | 17          | 11          | 15          | 15          | 10          | 18          | WD          |             | 8           | 12          | 13          | 8           | 12          | 14          | 15          | DNF         | 10     |
| 17   | 6   | Nicholas Latifi    | 18†         | DNF         | 18          | 16          | 15          | 16          | 18          | 17          | 16          | 14          | 7           | 9           | 16          | 11          | 19†         | 17          | 15          | 17          | 16          | DNF         | 12          | DNF         | 7      |
| 18   | 99  | Antonio Giovinazzi | 12          | 14          | 12          | 15          | 10          | 11          | 15          | 15          | 14          | 13          | 13          | 13          | 14          | 13          | 16          | 11          | 11          | 11          | 14          | 15          | 9           | DNF         | 3      |
| 19   | 47  | Mick Schumacher    | 16          | 16          | 17          | 18          | 18          | 13          | 19          | 16          | 18          | 18          | 12          | 16          | 18          | 15          | DNF         | 19          | 16          | DNF         | 18          | 16          | DNF         | 14          | 0      |
| 20   | 88  | Robert Kubica      |             |             |             |             |             |             |             |             |             |             |             |             | 15          | 14          |             |             |             |             |             |             |             |             | 0      |
| 21   | 9   | Nikita Mazepin     | DNF         | 17          | 19          | 19          | 17          | 14          | 20          | 18          | 19          | 17          | DNF         | 17          | DNF         | DNF         | 18          | 20          | 17          | 18          | 17          | 18          | DNF         | WD          | 0      |
| Pos. | Nr. | Coureur            | BHR         | EMI         | POR         | SPA         | MON         | AZE         | FRA         | STI         | OOS         | GBR         | HON         | BEL‡        | NED         | ITA         | RUS         | TUR         | VST         | MXS         | SAP         | QAT         | SAR         | ABU         | Punten |
| Pos. | Nr. | Coureur            | Grands Prix |             |             |             |             |             |             |             |             |             |             |             |             |             |             |             |             |             |             |             |             |             | Punten |

| Kleur   | Resultaat                       |
| ------- | ------------------------------- |
| Goud    | Winnaar                         |
| Zilver  | Tweede plaats                   |
| Brons   | Derde plaats                    |
| Groen   | Gefinisht (punten behaald)      |
| Blauw   | Gefinisht (geen punten behaald) |
| Blauw   | Niet geklasseerd (NC)           |
| Paars   | Uitgevallen (DNF)               |
| Rood    | Niet gekwalificeerd (DNQ)       |
| Zwart   | Gediskwalificeerd (DSQ)         |
| Wit     | Niet gestart (DNS)              |
| Blanco  | Gewond (INJ)                    |
| Blanco  | Uitgesloten (EX)                |
| Blanco  | Teruggetrokken (WD)             |
| Blanco  | Niet deelgenomen                |
| 1, 2, 3 | Sprint positie (punten behaald) |
| P       | Poleposition                    |
| S       | Snelste ronde                   |

Opmerkingen:
- ‡ — Halve punten werden toegekend tijdens de GP van België omdat er minder dan 75% van de wedstrijd was afgelegd door hevige regenval.
- † — Coureur is niet gefinisht in de GP, maar heeft meer dan 90% van de race-afstand afgelegd, waardoor hij als geklasseerd genoteerd staat.
- *1 Winnaar van de sprintkwalificatie.
- *2 Tweede in de sprintkwalificatie.
- *3 Derde in de sprintkwalificatie.

### Klassement bij de constructeurs
| Pos. | Constructeur          | Nr. | Grands Prix | Grands Prix | Grands Prix | Grands Prix | Grands Prix | Grands Prix | Grands Prix | Grands Prix | Grands Prix | Grands Prix | Grands Prix | Grands Prix | Grands Prix | Grands Prix | Grands Prix | Grands Prix | Grands Prix | Grands Prix | Grands Prix | Grands Prix | Grands Prix | Grands Prix | Punten |
| Pos. | Constructeur          | Nr. | BHR         | EMI         | POR         | SPA         | MON         | AZE         | FRA         | STI         | OOS         | GBR         | HON         | BEL‡        | NED         | ITA         | RUS         | TUR         | VST         | MXS         | SAP         | QAT         | SAR         | ABU         | Punten |
| ---- | --------------------- | --- | ----------- | ----------- | ----------- | ----------- | ----------- | ----------- | ----------- | ----------- | ----------- | ----------- | ----------- | ----------- | ----------- | ----------- | ----------- | ----------- | ----------- | ----------- | ----------- | ----------- | ----------- | ----------- | ------ |
| 1    | Mercedes              | 44  | 1           | 2PS         | 1           | 1P          | 7S          | 15          | 2           | 2S          | 4           | *21         | 2P          | 3           | 2S          | DNF         | 1           | 5           | 2S          | 2           | 1           | 1P          | 1PS         | 2           | 613½   |
| 1    | Mercedes              | 77  | 3S          | DNF         | 3PS         | 3           | DNF         | 12          | 4           | 3           | 2           | *3          | DNF         | 12          | 3           | *13         | 5           | 1PS         | 6           | 15PS        | *13P        | DNF         | 3           | 6           | 613½   |
| 2    | Red Bull-Honda        | 11  | 5           | 11          | 4           | 5           | 4           | 1           | 3           | 4           | 6           | 16S         | DNF         | 19          | 8           | 5           | 9           | 3           | 3           | 3           | 4S          | 4           | DNF         | 15†         | 585½   |
| 2    | Red Bull-Honda        | 33  | 2P          | 1           | 2           | 2S          | 1           | 18†S        | 1PS         | 1P          | 1PS         | *1DNFP      | 9           | 1P          | 1P          | *2DNFP      | 2           | 2           | 1P          | 1           | *2          | 2S          | 2           | 1PS         | 585½   |
| 3    | Ferrari               | 16  | 6           | 4           | 6           | 4           | DNSP        | 4P          | 16          | 7           | 8           | 2           | DNF         | 8           | 5           | 4           | 15          | 4           | 4           | 5           | 5           | 8           | 7           | 10          | 323½   |
| 3    | Ferrari               | 55  | 8           | 5           | 11          | 7           | 2           | 8           | 11          | 6           | 5           | 6           | 3           | 10          | 7           | 6           | 3           | 8           | 7           | 6           | *36         | 7           | 8           | 3           | 323½   |
| 4    | McLaren-Mercedes      | 3   | 7           | 6           | 9           | 6           | 12          | 9           | 6           | 13          | 7           | 5           | 11          | 4           | 11          | *31S        | 4           | 13          | 5           | 12          | DNF         | 12          | 5           | 12          | 275    |
| 4    | McLaren-Mercedes      | 4   | 4           | 3           | 5           | 8           | 3           | 5           | 5           | 5           | 3           | 4           | DNF         | 14          | 10          | 2           | 7PS         | 7           | 8           | 10          | 10          | 9           | 10          | 7           | 275    |
| 5    | Alpine-Renault        | 14  | DNF         | 10          | 8           | 17          | 13          | 6           | 8           | 9           | 10          | 7           | 4           | 11          | 6           | 8           | 6           | 16          | DNF         | 9           | 9           | 3           | 13          | 8           | 155    |
| 5    | Alpine-Renault        | 31  | 13          | 9           | 7           | 9           | 9           | DNF         | 14          | 14          | DNF         | 9           | 1           | 7           | 9           | 10          | 14          | 10          | DNF         | 13          | 8           | 5           | 4           | 9           | 155    |
| 6    | AlphaTauri-Honda      | 10  | 17†         | 7           | 10          | 10          | 6           | 3           | 7           | DNF         | 9           | 11          | 5S          | 6           | 4           | DNF         | 13          | 6           | DNF         | 4           | 7           | 11          | 6           | 5           | 142    |
| 6    | AlphaTauri-Honda      | 22  | 9           | 12          | 15          | DNF         | 16          | 7           | 13          | 10          | 12          | 10          | 6           | 15          | DNF         | DNS         | 17          | 14          | 9           | DNF         | 15          | 13          | 14          | 4           | 142    |
| 7    | Aston Martin-Mercedes | 5   | 15          | 15†         | 13          | 13          | 5           | 2           | 9           | 12          | 17†         | DNF         | DSQ         | 5           | 13          | 12          | 12          | 18          | 10          | 7           | 11          | 10          | DNF         | 11          | 77     |
| 7    | Aston Martin-Mercedes | 18  | 10          | 8           | 14          | 11          | 8           | DNF         | 10          | 8           | 13          | 8           | DNF         | 20          | 12          | 7           | 11          | 9           | 12          | 14          | DNF         | 6           | 11          | 13          | 77     |
| 8    | Williams-Mercedes     | 6   | 18†         | DNF         | 18          | 16          | 15          | 16          | 18          | 17          | 16          | 14          | 7           | 9           | 16          | 11          | 19†         | 17          | 15          | 17          | 16          | DNF         | 12          | DNF         | 23     |
| 8    | Williams-Mercedes     | 63  | 14          | DNF         | 16          | 14          | 14          | 17†         | 12          | DNF         | 11          | 12          | 8           | 2           | 17†         | 9           | 10          | 15          | 14          | 16          | 13          | 17          | DNF         | DNF         | 23     |
| 9    | Alfa Romeo-Ferrari    | 7   | 11          | 13          | DNF         | 12          | 11          | 10          | 17          | 11          | 15          | 15          | 10          | 18          | WD          |             | 8           | 12          | 13          | 8           | 12          | 14          | 15          | DNF         | 13     |
| 9    | Alfa Romeo-Ferrari    | 88  |             |             |             |             |             |             |             |             |             |             |             |             | 15          | 14          |             |             |             |             |             |             |             |             | 13     |
| 9    | Alfa Romeo-Ferrari    | 99  | 12          | 14          | 12          | 15          | 10          | 11          | 15          | 15          | 14          | 13          | 13          | 13          | 14          | 13          | 16          | 11          | 11          | 11          | 14          | 15          | 9           | DNF         | 13     |
| 10   | Haas-Ferrari          | 9   | DNF         | 17          | 19          | 19          | 17          | 14          | 20          | 18          | 19          | 17          | DNF         | 17          | DNF         | DNF         | 18          | 20          | 17          | 18          | 17          | 18          | DNF         | WD          | 0      |
| 10   | Haas-Ferrari          | 47  | 16          | 16          | 17          | 18          | 18          | 13          | 19          | 16          | 18          | 18          | 12          | 16          | 18          | 15          | DNF         | 19          | 16          | DNF         | 18          | 16          | DNF         | 14          | 0      |
| Pos. | Constructeur          | Nr. | BHR         | EMI         | POR         | SPA         | MON         | AZE         | FRA         | STI         | OOS         | GBR         | HON         | BEL‡        | NED         | ITA         | RUS         | TUR         | VST         | MXS         | SAP         | QAT         | SAR         | ABU         | Punten |
| Pos. | Constructeur          | Nr. | Grands Prix |             |             |             |             |             |             |             |             |             |             |             |             |             |             |             |             |             |             |             |             |             | Punten |

| Kleur   | Resultaat                       |
| ------- | ------------------------------- |
| Goud    | Winnaar                         |
| Zilver  | Tweede plaats                   |
| Brons   | Derde plaats                    |
| Groen   | Gefinisht (punten behaald)      |
| Blauw   | Gefinisht (geen punten behaald) |
| Blauw   | Niet geklasseerd (NC)           |
| Paars   | Uitgevallen (DNF)               |
| Rood    | Niet gekwalificeerd (DNQ)       |
| Zwart   | Gediskwalificeerd (DSQ)         |
| Wit     | Niet gestart (DNS)              |
| Blanco  | Gewond (INJ)                    |
| Blanco  | Uitgesloten (EX)                |
| Blanco  | Teruggetrokken (WD)             |
| Blanco  | Niet deelgenomen                |
| 1, 2, 3 | Sprint positie (punten behaald) |
| P       | Poleposition                    |
| S       | Snelste ronde                   |

Opmerkingen:
- ‡ — Halve punten werden toegekend tijdens de GP van België omdat er minder dan 75% van de wedstrijd was afgelegd door hevige regenval.
- † — Coureur is niet gefinisht in de GP, maar heeft meer dan 90% van de race-afstand afgelegd, waardoor hij als geklasseerd genoteerd staat.
- *1 Winnaar van de sprintkwalificatie.
- *2 Tweede in de sprintkwalificatie.
- *3 Derde in de sprintkwalificatie.

1950 · 1951 · 1952 · 1953 · 1954 · 1955 · 1956 · 1957 · 1958 · 1959 · 1960 · 1961 · 1962 · 1963 · 1964 · 1965 · 1966 · 1967 · 1968 · 1969 · 1970 · 1971 · 1972 · 1973 · 1974 · 1975 · 1976 · 1977 · 1978 · 1979 · 1980 · 1981 · 1982 · 1983 · 1984 · 1985 · 1986 · 1987 · 1988 · 1989 · 1990 · 1991 · 1992 · 1993 · 1994 · 1995 · 1996 · 1997 · 1998 · 1999 · 2000 · 2001 · 2002 · 2003 · 2004 · 2005 · 2006 · 2007 · 2008 · 2009 · 2010 · 2011 · 2012 · 2013 · 2014 · 2015 · 2016 · 2017 · 2018 · 2019 · 2020 · 2021 · 2022 · 2023 · 2024 · 2025 · 2026 
 Lijst van Formule 1 Grand Prix-wedstrijden